# Saint-Pierre-d’Albigny
Saint-Pierre-d’Albigny – miejscowość i gmina we Francji, w regionie Owernia-Rodan-Alpy, w departamencie Sabaudia.
Według danych na rok 1990 gminę zamieszkiwało 3151 osób, a gęstość zaludnienia wynosiła 171 osób/km² (wśród 2880 gmin regionu Rodan-Alpy Saint-Pierre-d’Albigny plasuje się na 277. miejscu pod względem liczby ludności, natomiast pod względem powierzchni na miejscu 571.). 
Przez gminę przepływa rzeka Isère. 